# 삼동천 (울산)
삼동천(三同川)은 울산광역시 울주군 삼남읍 가천리의 지내저수지에서 발원하여 울주군 언양읍의 태화강으로 흘러드는 하천이다.

## 개요
지류로는 가천천, 작괘천 등이 있다. 2010년 11월 1일 경부고속선 개통으로 인해 이 강의 근린공원에는 저류지 기능을 겸비한 호수공원이 조성되었다. 2009년부터 경부고속선의 울산역 인근에 역세권 조성을 착수했다. 그 중 완충녹지에는 숲 속 길을 조성해 보행자와 자전거가 모두 다닐 수 있는 `그린 세이프티 길(Green Safety Walk)`이 구축되고 인접한 태화강과 이 강은 생태하천으로 정비된다.